# マルベリー (企業)
株式会社マルベリーは、介護や福祉を営む日本の企業。

## 概要
2004年5月、医薬品卸売り事業を営むほくやくの子会社として、札幌市中央区に介護福祉サービス事業の企画・設計・運営支援を基本とした会社、ほくやくUDI（ユニバーサル デザイン インスティテュート）として設立された。
2007年10月、調剤と在宅事業を運営していた関連会社から在宅事業部を引き継ぎ、社名をマルベリーとし、少子高齢社会のパートナーとして業務拡張を図る。

## 沿革
- 2004年5月 - ほくやくの子会社として、ほくやくUDIを設立
- 2005年11月 - 介護施設の受託運営を開始（留萌ぬくもりの家）
- 2006年4月 - 企業内保育園の受託運営を開始（ほっくーとなかまたち）
- 2007年10月 - 調剤と在宅事業を運営していた関連会社・株式会社パルスより、在宅事業部を引き継ぎ、社名を株式会社マルベリーに変更。道内で介護・福祉用具のレンタルや販売する「さわやかセンター」7店舗を展開する
- 2008年4月 - 病院内保育園の受託運営を開始（新さっぽろ脳神経外科病院　保育室）
- 2012年
  - 4月 - さわやかセンター恵庭を開設。企業内保育園の受託運営（どさんこKids'Room、さくらスマイル保育室）
  - 10月 - さわやかセンター岩見沢を開設
- 2013年4月 - さわやかセンター札幌西を開設
- 2014年4月 - 介護施設グループホームを開所（札幌ほほえみの家）
- 2015年
  - 4月 - さわやかセンター室蘭登別を開設。企業内保育園の受託運営（白い恋人キッズパーク）
  - 10月 - さわやかセンター札幌豊平を開設
- 2016年10月 - さわやかセンター名寄を開設。ほくやく・竹山ホールディングス主催の第1回「医療・介護分野のロボット展」の事務局として活動
- 2017年
  - 4月 - 企業内保育園の受託運営（コープさっぽろ保育園　白樺aurinko）
  - 7月 - さわやかセンター北見事業所を開設
  - 10月 - 一般社団法人北海道ヘルスケア・ロボット協会主催の第2回「医療・介護分野のロボット展」の事務局として活動

## 拠点
- さわやかセンター（札幌東、札幌西、札幌豊平、旭川、北見、恵庭、岩見沢、空知、名寄、苫小牧、室蘭登別、函館、帯広、釧路）
- 介護施設運営（ぬくもりの家）（ほほえみの家）
- 保育施設運営（企業内保育園）（病院内保育園）